# Бунт на Соцмісті
Бунт на Соцмісті — загальна назва актів громадянської непокори та масових заворушень у місті Кривому Розі Дніпропетровської області, що тривали в районі Соцмісто упродовж 16—18 червня 1963 року. Влада використала війська для придушення безладів. За офіційними даними загинуло 4, поранено 15 осіб, за неофіційними даними — загинуло 7 людей, поранено щонайменше кілька десятків. Радянська історіографія замовчувала ці події.

## Привід
16 червня 1963 року пасажири, які їхали у трамваї, виступили проти п'яного солдата Тараненка, що повертався з відпустки. Він палив цигарку, пускав дим в обличчя дівчини. Міліціонер Панченко зробив солдатові зауваження, і той перестав хуліганити. Однак виникла парадоксальна ситуація — міліціонер також був напідпитку, і порушив закон, бо на зупинці «Маяк» спробував затримати солдата (військовика міг затримувати тільки військовий патруль). На допомогу міліціонеру прийшли його колеги, які чергували на проспекті Металургів. Солдат почав утікати, міліціонери застосували зброю, поранили юнака та дівчину (хтось викликав швидку допомогу, поранених відправили до лікарні). Коли представника армії впіймали та грубо потягли до Дзержинського районного відділку міліції, настрої людей змінилися. Тепер вони захищали солдата, вимагаючи відпустити його. У міліції солдата били та знущалися з нього.

## 16 червня
Біля будівлі міліції зібрався великий натовп людей, який швидко зростав. Громадяни висунули вимоги: негайно покарати правопорушників і винуватців, не допускати подібних випадків надалі. Журналіст Пономарьов-Беседін писав, що натовп захопив телеграф, намагався зв'язатися з самим Микитою Хрущовим. Очевидці стверджували, що ніякого захоплення не було, але люди відправили телеграму Хрущову. Виконувач обов'язків прокурора міста Закоморний заборонив її відсилати. Таке беззаконня викликало протест не лише правозахисників, але й окремих представників влади. Начальник Криворізького комітету безпеки Н. Ф. Кучма виступив проти подібних незаконних дій. Зрештою, інформацію про події доставив до Москви спеціальним літаком один із керівників правоохоронних органів Т. М. Афанасьєв.
Як тільки урядові чини дізналися про події у Кривому Розі, секретар Дніпропетровського обкому КПУ Микита Толубеєв відрядив до міста групу керівних працівників. З Києва прибули представники ЦК компартії. Правозахисники домагалися зняття з них обвинувачень у хуліганстві, визнання як рівноправних партнерів для переговорів і виконання, викладених у телеграмі вимог засудження правопорушень і негайного покарання злочинців, арешт і віддання їх до суду з повідомленням про це в пресі та по радіо. У партійних документах ці вимоги трудящих і їх мирну ініціативу замовчують, зате підкреслюють, що розгніваний натовп вимагав видати злочинців для самосуду.
Влада обіцяла розібратися, але насправді жодних дій не робила. Мітингувальники не вірили обіцянкам та не розходилися. 16 червня та більшу половину 17 червня натовп поводився мирно.
Уперше демонстранти застосували силу під час зустрічі із заступником республіканського прокурора. Він вирішив вплинути на мітингувальників авторитетом своєї посади, нагадуючи людям про кримінальний кодекс. Піднявшись на балкон (за іншою версією — на бульдозер) заступник прокурора назвав протестувальників хуліганами та обіцяв жорстоко покарати «злочинців», які затіяли цей бунт. З обуреного натовпу полетів камінь, що розбив чиновнику окуляри та поранив голову. Постраждалого терміново відправили літаком до Києва.
Після цього в керівних колах, імовірно, сформувалася думка, що виступ має хуліганський характер, тому проти бунтівників потрібно діяти силовими методами.
Зі всього міста прибували міліцейські підрозділи. Вони зосереджувалися в Палаці культури металургів. Урешті-решт, за даними полковника Чорного, міліціянтів зібралося близько 500. Прибуття кожного нового підрозділу викликало зростання обурення демонстрантів, почалися сутички та стрілянина, внаслідок якої поранено невинних людей. Натовп розсіяли, але він був готовий виступити знову проти беззаконня. У документах не повідомляють, хто віддав наказ стріляти. Полковник О. Чорний пише, що це був підполковник В. І. Огурцов, відповідальний по гарнізону. Огурцов, начебто, вийшов на роботу у цивільному одязі, а коли молодь не послухала його команди розійтися, дав команду застосувати зброю.
Микола Галатов, директор «Криворіжсталі», провів нараду дружинників (заводська дружина була найбільшою в місті — близько тисячі людей), партійних та комсомольських активістів, готував їх до розправи над робітниками, давав інструкції, як і чим озброюватися.

## 17 червня
Зранку 17 червня почали формуватися невеликі групи, які з часом збільшувалися. На подвір'ї районного відділу міліції зібралися люди, обмінюючись думками про те, що трапилося. У другій половині дня велика кількість людей вимагала видати міліціонерів, що застосували зброю.
Становище було мирне, поки не віддали наказ про те, щоб розігнати натовп. У палац культури подзвонив заступник начальника УВС підполковник В. І. Юсупов. Слухавку взяв О. І. Чорний. Було наказано розділити резерв на два загони й рухатися до міліцейського відділку, заблокувати всі виходи. Озброєні міліціонери вишикувались і рушили по проспекту Металургів на місце визначеної дислокації. Першу колону очолив начальник центрально-міського РВС підполковник В. К. Соболєв, а другу — підполковник О. І. Чорний. Протестувальники освистали міліцію та закидали камінням.
Заблокувавши виходи до арки, підрозділ Соболєва перекрив всі підходи з тильної сторони. А їх колеги — підходи з вулиці Революційної (тепер там прибудови). Натовп прорвав міліцейські кордони. Частині командирів і рядових міліціонерів довелося відступити і рятуватися у приміщенні міліції (близько 100 осіб). Інші втікали хто куди, їх доганяли й били.
Керівники області та міста просили Микиту Хрущова дозволити використати війська. Особливо клопотали про це секретар обкому Чебриков та обласний прокурор Чубар. Зрештою, в напрямку Соцміста вирушили підрозділи місцевої танкової частини, а з Дніпропетровська на автомобілях — солдати внутрішніх військ.
А тим часом прибув новий підрозділ міліції, що мав допомогти оточеним. Повстанці кидали каміння у вікна, проникли у приміщення райвідділу, викидати на вулицю сейфи, документи, палили їх. Міліціонери з кабінетів перебралися в коридор, зачинили двері і забарикадувалися. Кабель телефонного зв'язку було перерізано. Міліціонери, які сховалися в підвалі, через вікна почали стріляти в натовп. На той час навколо будівлі міліції зібралося кілька тисяч людей зі всього міста.
Оскільки всю криворізьку міліцію мобілізовано до Соцміста, в інших районах майже не стало міліціонерів. Бандити грабували магазини та перехожих.
Окремі представники владних органів переодяглися в жіночий одяг і зуміли втекти з оточення.

## Ніч з 17 на 18 червня
Влада планувала придушення бунту силою війська. Діями керували представники ЦК КПУ на чолі з другим секретарем обкому Чебриковим і першим секретарем міськкому Олейниковим (він покинув пленум ЦК КПРС, що тривав у Москві й повернувся до міста).
Після прибуття солдатів оточені міліціонери відкрили всі двері, заволоділи кабінетами, й вискакували на двір, хапаючи й арештовуючи всіх підряд. Заарештованих відправляли в міське управління внутрішніх справ по вулиці Леніна. Солдати внутрішніх військ зняли пояси та били бунтівників. Їм допомагали дружинники, теж озброєні поясами. Є свідчення, що було застосовано обрізки труб, арматуру, які були загорнуті в папір або ганчір'я. Протестувальників фотографували, щоб довести їхню участь у подіях. Солдати танкових військ несли патрульну службу на вулицях, по декілька разів перевіряли кожного, хто входив у цей район або виходив з нього. За офіційними даними вбито четверо, поранено 15 осіб. Двоє поранених перебувало в тяжкому стані. Для їх порятунку з Києва було викликано професора (2, 106). Однак П. К. Саворський згадував, що з вікон підвалу було вбито 7 осіб. Такі ж дані називає й газета «Хроніка», яка однією з перших через багато років наважилася описати події. Стрілянина продовжувалась всю ніч. Студенти педагогічного інституту закривали вікна матрацами.
Під час масових арештів та побиття 86 осіб було арештовано, 36 одержали важкі травми. Деякі медики вважали, що по лікарнях було розміщено близько 200 поранених і понівечених.

## Наслідки
Через три дні відбувся похорон убитих. Влада боялася, що можуть бути нові сутички, але жорстока розправа над людьми настільки деморалізувала громадськість, що заворушень не було.
У Будинку культури «Комуніст» відбувся показовий суд. Активістів судили як хуліганів. Зокрема, 41 особу засуджено, як злісних хуліганів, яких до такого злочину довело пияцтво. Окремі учасники отримали дуже серйозні вироки — до 10 років суворого режиму.

### Органи міліції
Міністерством охорони громадського порядку УРСР було видано наказ від 19.06.1963 № 0193 «О наказании работников УООП Днепропетровской области, виновных в допущении массовых беспорядков в городе Кривом Роге». Згідно цього наказу (пп. 1-2):
1. Начальника управління міліції міста Кривого Рогу Кульчицького Олексія Сергійовича звільнено з займаної посади;
2. Начальника Дзержинського районного відділення міліції Майстрика Омеляна Акімовича звільнено з займаної посади та з органів МОГП;
3. Начальнику Управління охорони громадського порядку Дніпропетровської області комісару міліції 3 рангу Олійнику Петру Олександровичу оголошено догану;
4. Заступника начальника Управління охорони громадського порядку Дніпропетровської області полковника Строкова Бориса Олександровича звільнено з займаної посади.